# Pont de Bloukrans
Le pont de Bloukrans ou Bloukrans Bridge (Afrikaans: Blue Ridges) est un pont en arc d'Afrique du Sud située près de Nature's Valley dans la province du Cap-Occidental. Il est emprunté par la Route nationale 2 qui longe la côte orientale de l'Afrique du Sud. 
Lors de son inauguration, il était le quatrième plus grand pont en arc en béton du monde.

## Description
Il fut achevé en 1984, et culmine à 216 mètres au-dessus de la rivière Bloukrans, ce qui en fait le plus haut pont à arche simple du monde. Cette arche centrale atteint 272 mètres de long, pour une longueur totale du pont de 451 mètres. Le site est utilisé pour effectuer l'un des plus hauts sauts à l'élastique organisés du monde.
Les deux plus hauts lieux de saut à l'élastique étant Macau Tower, 233 mètres et le Barrage de Contra, en Suisse, 220 mètres de hauteur.
La rivière Bloukrans forme par ailleurs la frontière entre les provinces du Cap-Occidental et du Cap-Oriental, et se trouve dans la région des montagnes Tsitsikamma sur la Garden Route.

## Galerie

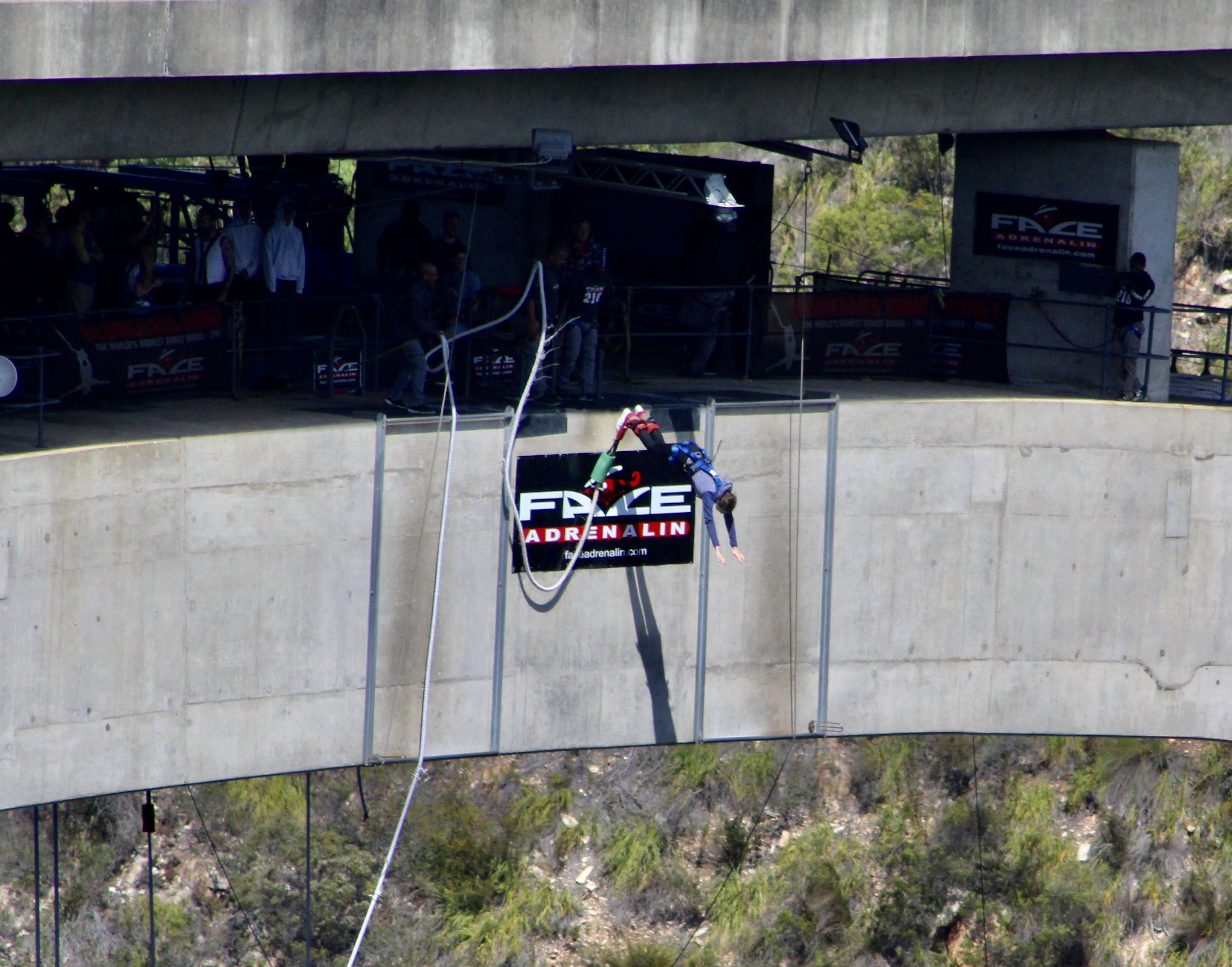
Saut à l'élastique "Bloukrans Bungy"

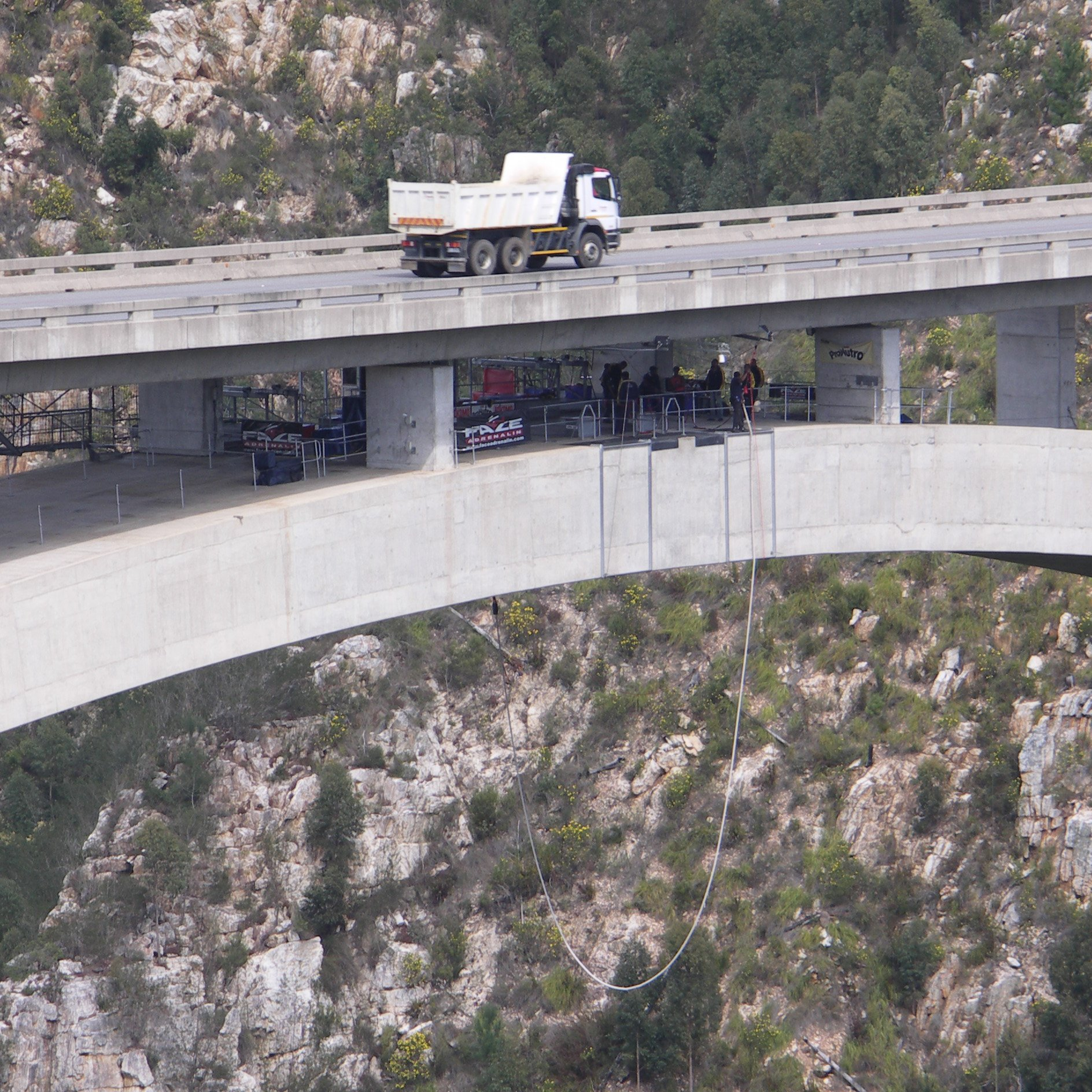
Saut à l'élastique depuis l'arche du pont
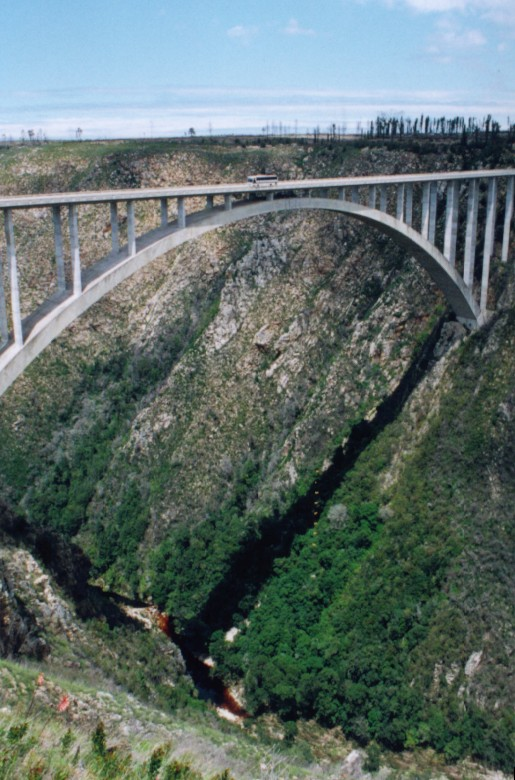
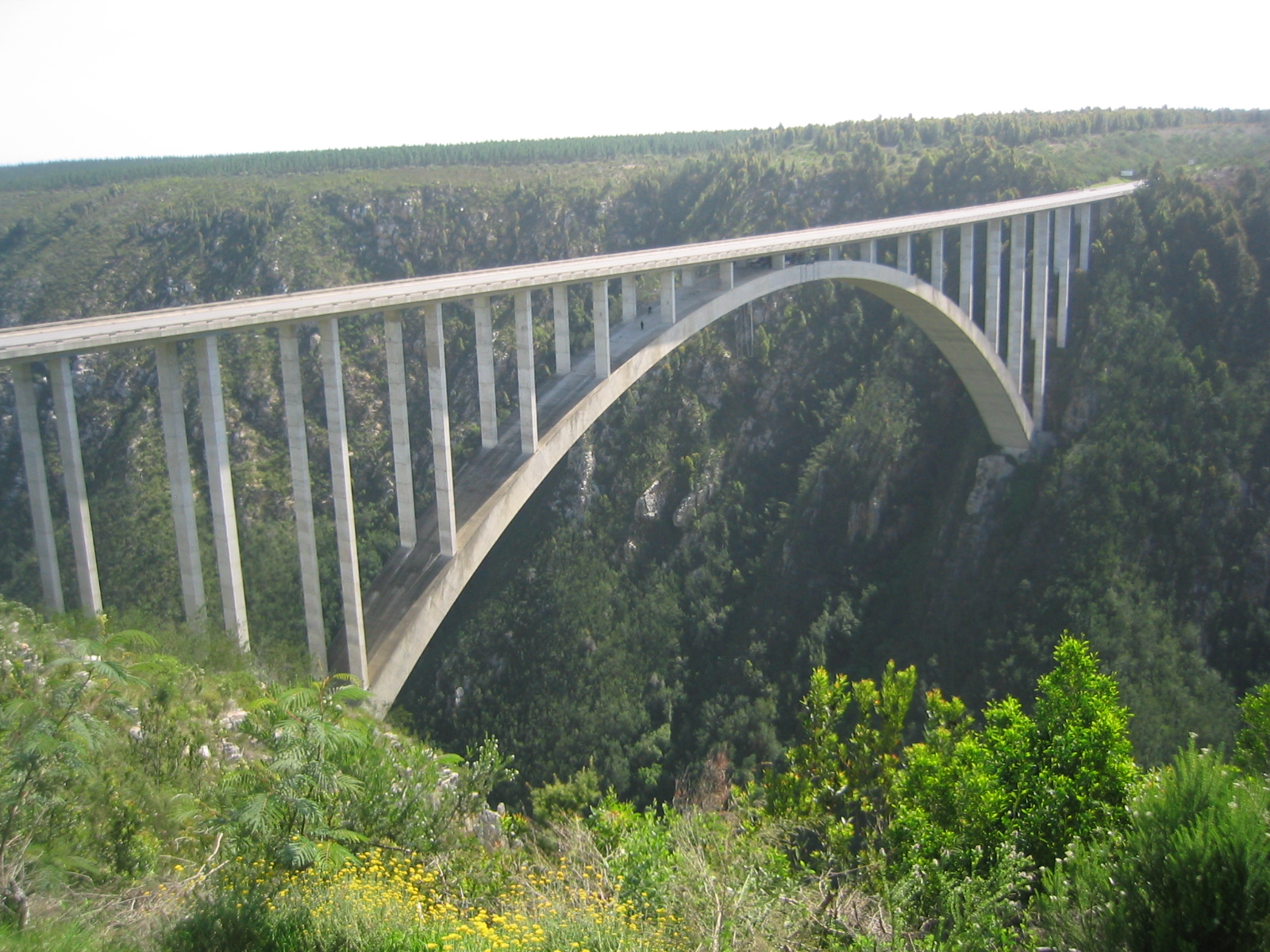
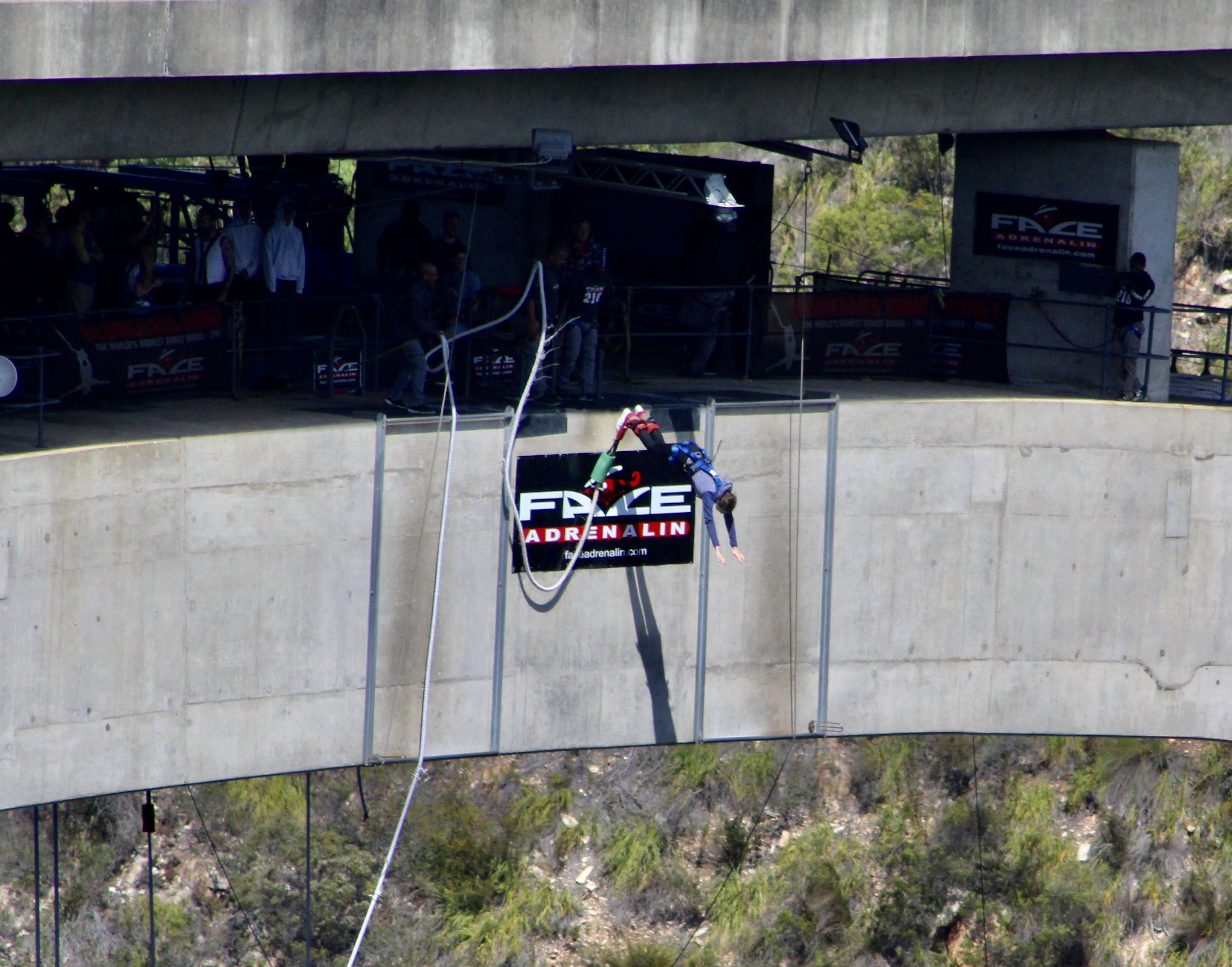
Saut à l'élastique "Bloukrans Bungy"